# Burgstall Falken
Der Burgstall Falken, auch Heidelburg genannt, ist der Überrest einer ehemaligen Höhenburg auf dem Hügel Falken, nordöstlich von Ittelsburg, einem Ortsteil von Bad Grönenbach im Landkreis Unterallgäu in Bayern. Es sind lediglich noch Gräben und wenige Mauerreste zu sehen.

## Geschichte
Die ursprüngliche Anlage geht auf das 10. Jahrhundert zurück. Die Burg brannte 1487 ab und war ab 1492 im Besitz von Heinrich von Rothenstein, einem Neffen von Konrad dem Jüngeren von Rothenstein. Dieser war auch der Begründer der Linie Rothenstein-Falken. Heinrich von Rothenstein baute die Burg 1496 wieder auf. 1505 wurde unter Achar und Gangolf von Rothenstein ein Neubau ausgeführt.
Im Deutschen Bauernkrieg 1525 wurde die Burg vom Allgäuer Haufen geplündert. Bis 1562 blieb sie im Besitz derer von Rothenstein. Danach, mit dem Ende der Linie Rothenstein-Falken durch den Tod Hans Heinrichs 1562, ging sie in den Besitz seines Verwandten Christoph von Bollstädt über und wurde vom Fürststift Kempten erobert. Das Fürststift verlieh Falken 1571 an Heinrich von Stein zu Niederstotzingen. In den Jahren von 1642 bis 1692 war die Burg ein stiftliches Pflegeamt.
Nach der Säkularisation 1803 hatte der Posthalter Dodel die Burg in seinem Besitz. 1821 wurde die Anlage von ihrem damaligen Besitzer abgebrochen. Der Burgstall Falken steht unter Denkmalschutz.

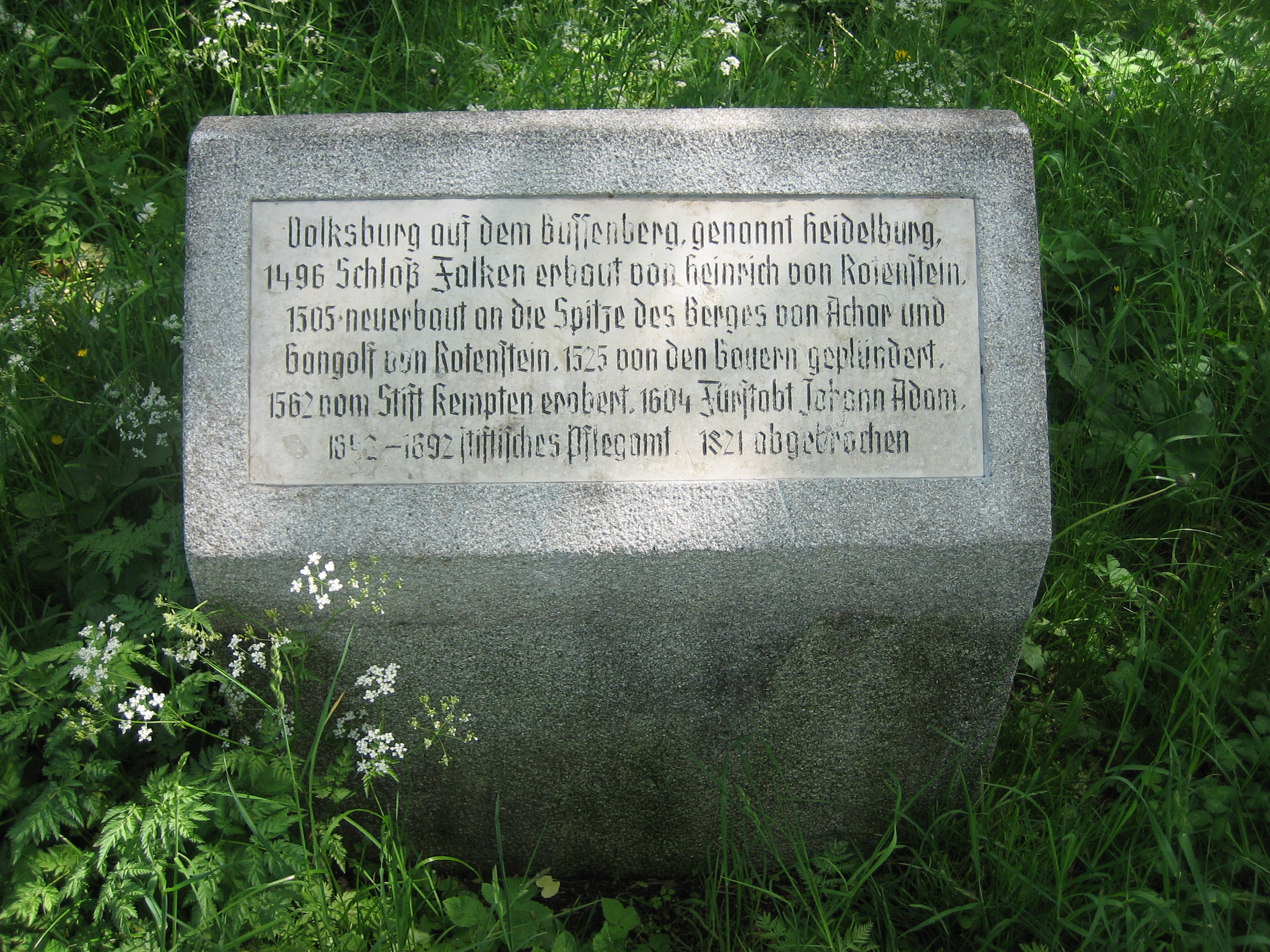
Denkmalstein an der Stelle der Heidelburg
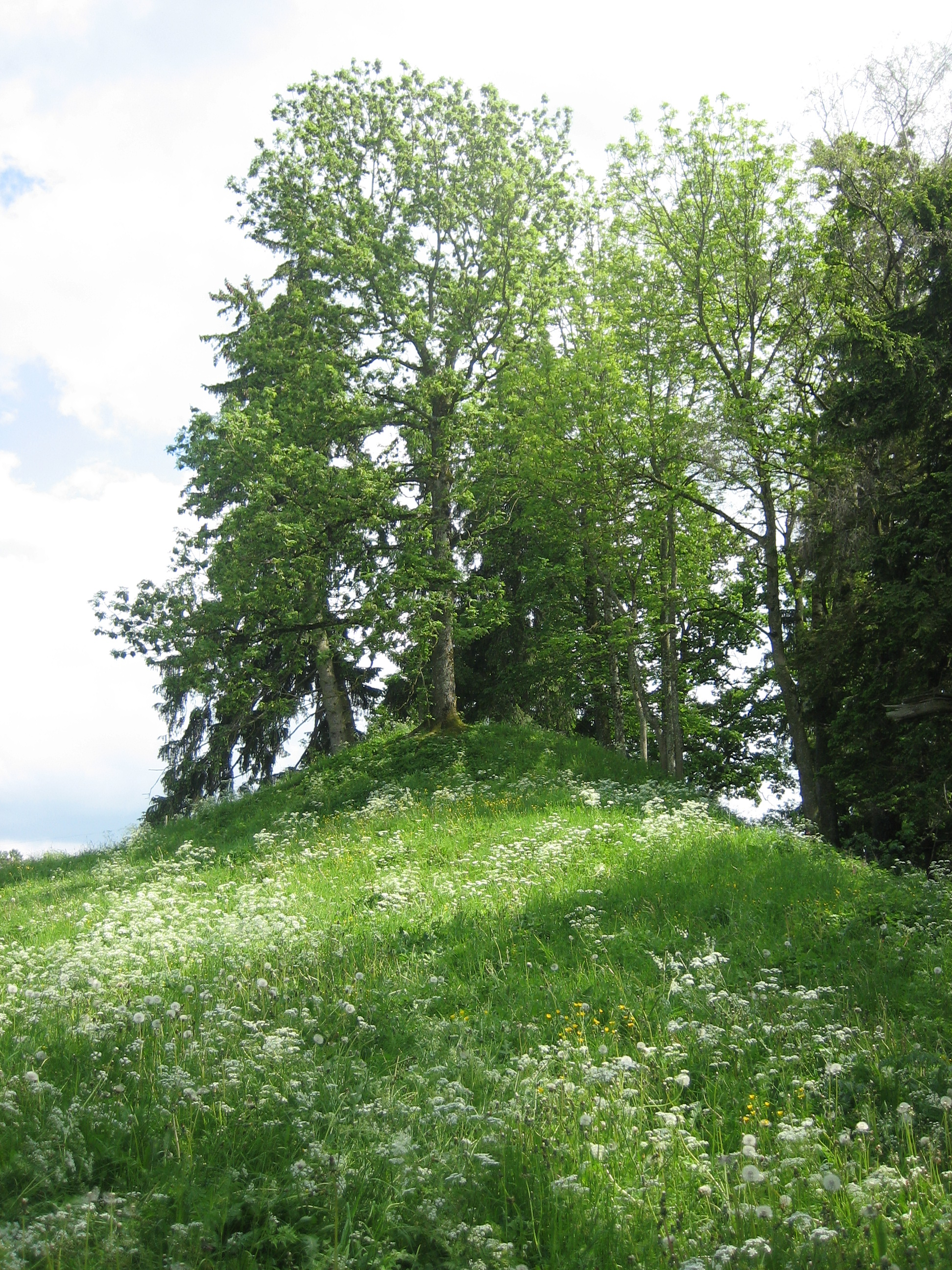
Standort der Heidelburg
Übersichtskarte der Burgställe bei Ittelsburg